# Jorge Matamoros Loría
Jorge Matamoros Loría fue un diplomático de carrera de Costa Rica. Se graduó de abogado en la Escuela de Derecho de Costa Rica. 
Ingresó al servicio diplomático de Costa Rica en 1934. Fue ministro plenipotenciario de Costa Rica en El Salvador (1936-1948) y concurrente en Honduras (1942-1945). En 1948 se le ascendió a embajador y se mantuvo como titular de ese cargo en El Salvador hasta 1967. En 1955 se le designó también como Embajador de Costa Rica en la ODECA, cargo que ejerció hasta 1968.
En 1957 representó a Costa Rica, El Salvador, Guatemala, Honduras y Nicaragua en las ceremonias de la proclamación de la independencia de Ghana.
En 1980 fue designado nuevamente como Embajador de Costa Rica en El Salvador, cargo que ejerció hasta 1982. De 1982 a 1984 fue representante de Costa Rica en la ODECA, con rango de Embajador.
- Datos: Q5935587